# Henry George (ciclista)
Henry George (18 de fevereiro de 1891 — 6 de janeiro de 1976) foi um ciclista belga. Competiu como representante de seu país nos Jogos Olímpicos de Verão de 1920 em Antuérpia, onde conquistou a medalha de ouro na corrida de 50 quilômetros em pista, à frente de Cyril Alden e Piet Ikelaar.